# Power Rangers : Megaforce
Chronologie
Super Samurai Super Megaforce
Power Rangers : Megaforce est la 20e saison de la série télévisée américaine Power Rangers, adaptée du super sentai japonais Tensou Sentai Goseiger et produite par Saban Entertainment.
Composée de 20 épisodes + 2 spéciaux, elle a été diffusée aux États-Unis sur Nickelodeon à partir du 2 février 2013, en France à partir du 4 mai 2013 sur Canal J et au Québec à partir du 7 juillet 2013 sur Télétoon.
Le 20e anniversaire de la franchise a été célébré par un épisode spécial regroupant les Rangers Megaforce et leurs prédécesseurs de Mighty Morphin à Samurai. Au total, 40 épisodes et 3 épisodes spéciaux ont été produits, répartis sur deux saisons : Power Rangers : Megaforce et Power Rangers : Super Megaforce,.

## Synopsis
Gosei sélectionne cinq jeunes adolescents pour en faire des Power Rangers Megaforce afin de contrer les "Warstar" qui cherchent à dominer la terre. Au cours de leurs aventures, ils vont rencontrer Robot Chevalier, un Robot Ranger qui se bat pour la même raison qu'eux et vont débloquer les Ultrazords et réussir à battre le chef des Insectoïdes, mais l'Armada fait son apparition.

## Distribution

### Mega Power Rangers
| Acteurs              | Rôles              | Rangers                | Armes                                                         | Armures    | Zords                                       |
| -------------------- | ------------------ | ---------------------- | ------------------------------------------------------------- | ---------- | ------------------------------------------- |
| Andrew Gray          | Troy Burrows       | Ranger Megaforce rouge | Morpher Gosei, Power Cartes, Mega Blaster, Sabre du Dragon    | Ultra Mode | MechaZord Dragon, Zords Frères aériens      |
| Christina Masterson  | Emma Goodall       | Ranger Megaforce rose  | Morpher Gosei, Power Cartes, Mega Blaster, Tir du Phénix      | Ultra Mode | MechaZord Phénix, Zords des Frères aériens  |
| Azim Risk            | Jake Holling       | Ranger Megaforce noir  | Morpher Gosei, Power Cartes, Mega Blaster, Hache du Serpent   | Ultra Mode | MechaZord Serpent, Zords Frères terrestres  |
| Ciara Hanna          | Gia Moran          | Ranger Megaforce jaune | Morpher Gosei, Power Cartes, Mega Blaster, Griffes du Tigre   | Ultra Mode | MechaZord Tigre, Zords Frères terrestres    |
| John Mark Loudermilk | Noah Carver        | Ranger Megaforce bleu  | Morpher Gosei, Power Cartes, Mega Blaster, Arbalète du Requin | Ultra Mode | MechaZord Requin, Zords Frères marins       |
| Chris Auer           | Le Robot Chevalier | Le Robot Chevalier     | Robot Morpher, Robot Blaster, Canon Volcanique, Robot Lame    |            | MechaZord Lion, Zords Frères chevaleresques |

### Amis

#### Centre de commande
Le Centre de commande de Gosei est une grotte située sur une plage du comté de Harwood qui est utilisée par les Mega Rangers comme leur base d'opérations.
- Gosei (Geoff Dolan)  (VFB : Jean-Marc Delhausse) : Gosei est un être céleste qui a été chargé par son mentor, Zordon, de protéger la Terre si son aide était jamais nécessaire. Il prend une forme familière semblable à celle d'un tiki pour communiquer depuis son Centre de Commande. Il se réveille de son profond sommeil lorsque les Warstars arrivent sur Terre et recrute cinq adolescents talentueux et dotés d'attitude de la ville voisine de Harwood County, leur conférant les pouvoirs des Mega Rangers. On découvre également que Gosei est le créateur de Robot Chevalier, un chevalier robot qu'il a créé il y a des siècles pour protéger la Terre, mais dont la programmation a été corrompue, perdant ainsi tous les souvenirs de Gosei. Gosei confère également à son équipe de nouveaux Zords et armes chaque fois qu'ils apprennent une leçon de vie.
- Tensou (Estevez Gillespie)  (VFB : Benoît Van Dorslaer) : Tensou est l'assistant robotique de Gosei qui aide les Mega Rangers en les informant des attaques des Warstars. Il est également très compétent dans la création d'armes et de Zords que les Mega Rangers peuvent utiliser lors des combats, ce qui inclut la capacité de transformer le Centre de Commande en Gosei Ultime Megazord.

#### Harwood County
- Monsieur Burley (Ian Harcourt)  (VFB : Benoît Van Dorslaer) : Monsieur Burley est un enseignant travaillant au lycée de Hardwood Country et le professeur principal des Mega Rangers. Monsieur Burley est également très compétent en cryptozoologie et est capable d'identifier les empreintes du Mutant Toxique, Bluefur, en supposant qu'il s'agisse des empreintes de Bigfoot.
- Ernie (Shailesh Prajapati)  (VFB : Benoît Van Dorslaer) : Ernie est le propriétaire et le gérant d'Ernie's Brain Freeze, une boutique de yaourt glacé située dans le centre commercial de Harwood County. Hommage au 1ere Ernie de Power Rangers : Mighty Morphin.
- Jordan (Joshua McKenzie)   (VFB : Bruno Borsu) : Jordan est un étudiant inscrit au lycée de Harwood qui a prétendu être le Ranger Megaforce rouge afin d'impressionner les gens et se faire des amis. Il met ensuite sa vie en danger pour maintenir cette imposture en essayant de combattre un monstre, mais est presque attaqué jusqu'à ce que les Mega Rangers interviennent. Il finit par avouer la vérité, perdant ainsi tous les amis qu'il s'était faits dans le processus.
- Howie (Cameron Bell) : Howie est un étudiant inscrit au Lycée de Harwood County et un passionné de la collecte d'insectes. Il est victime d'intimidation de la part de Roy et Barry en raison de ses hobbies. Cependant, tout change lorsque Howie se défend face à Creepox alors que tous deux sont presque attaqués par ce dernier. Cet événement conduit finalement à une amitié entre Howie, Roy et Barry.
- Roy et Barry (Alex MacDonald et Reece Rodewyk) : Roy et Barry sont deux élèves inscrits au lycée de Harwood County qui tentent de harceler Troy Burrows en tant que nouvel élève, ainsi qu'un autre étudiant nommé Howie en raison de son intérêt pour la collection d'insectes. Cependant, tout change lorsque Troy se défend face à Creepox alors qu'ils les attaquent. Cet acte de courage conduit finalement à une amitié entre Troy, Roy, Barry et Howie.

### Ennemis

#### Vrak
- Vrak (Jason Hood)  (VFB : Laurent Bonnet) : Vrak est un prince d'une armada extraterrestre qui s'est allié aux Insectoïdes Warstars et aux Bêtes Toxiques pour s'assurer que la Terre soit conquise avant l'arrivée de sa famille royale. Vrak dispose de technologies avancées à sa disposition, notamment les Zombats et la Boîte Aurora. Vrak est également très doué en technologie, capable de créer Metal Alice. Après que le vaisseau de guerre Warstar a été détruit par les Mega Rangers, Vrak est gravement blessé et reçoit des implants cybernétiques de la part de Metal Alice, mais perd tous ses souvenirs jusqu'à ce qu'il finisse par se rappeler sa véritable identité. Après avoir appris que sa famille royale est arrivée sur Terre, il décide de les laisser se charger d'éliminer les Mega Rangers, puis il se téléporte et se cache.

#### Les Insectoïdes Warstars
- Amiral Malkor (Campbell Cooley)  (VFB : Robert Dubois) : L'Amiral Malkor est un extraterrestre semblable à un papillon monarque et le chef des Insectoïdes Warstars, une race de créatures géantes semblables à des insectes qui viennent sur Terre pour la conquérir au nom des insectes. Après avoir observé les invasions de Warstars depuis les coulisses, Malkor décide de s'engager dans un cocon pour devenir plus puissant. Après avoir éclos de son cocon, il affronte personnellement les Mega Rangers jusqu'à ce qu'ils parviennent à le surpasser avec leurs armes principales. Pour riposter, il dévore un Zombat pour devenir géant, décimant facilement le Gosei Super Megazord, mais il est finalement détruit par le Gosei Ultra Super Megazord.
- Creepox (Mark Mitchinson)  (VFB : Benoît Van Dorslaer) : Creepox est un Insectoïde Warstars qui ressemble à une mante religieuse et utilise sa force brute pour accomplir sa mission de conquête de la Terre. Il est le second de Malkor. Il développe instantanément une rivalité avec le Rangers Megaforce rouge, se battant en tête-à-tête avec lui à plusieurs reprises. Finalement, Vrak le convainc de détruire lui-même les Mega Rangers, et il les affronte et les surpasse jusqu'à ce que le Ranger Megaforce rouge le batte lors d'un combat en tête-à-tête. Ensuite, Vrak le fait grandir en utilisant ses Zombats, le rendant plus puissant que le Gosei Super Megazord jusqu'à ce qu'il soit finalement détruit par le tout nouvel Gosei Ultra Super Megazord acquis.
- Loogies : Les Loogies sont des créatures semblables à des insectes de couleur vert néon utilisées par les Warstars en tant que soldats de base.
- Zombats : Les Zombats sont les animaux de compagnie royaux de Vrak qui ont la capacité de faire grandir les monstres.

#### Les Bêtes toxiques
- Bigs (Charlie McDermott)   (VFB : Daniel Nicodème) : Bigs est le chef en forme de blob des Bêtes Toxiques, créées à partir de la pollution engendrée par les humains dans Harwood County. Il s'allie avec Vrak et l'Amiral Malkor afin de poursuivre ses plans de pollution de la Terre. Bigs se voit finalement confier la Boîte Aurora par Vrak, lui permettant d'augmenter considérablement le pouvoir d'un monstre. Il l'utilise sur lui-même pour répandre sa substance toxique sur toute la Terre. Son plan est initialement contrecarré par les Mega Rangers, s'échappant dans la Boîte Aurora, où il acquiert un pouvoir décuplé et une nouvelle forme. Il piège les Mega Rangers à l'intérieur de la Boîte Aurora et parvient presque à les vaincre. Cependant, les Mega Rangers échappent à son piège et le détruisent définitivement avec l'Ultra Frappe.
- Bluefur (Jay Simon)  (VFB : Thierry Janssen) : Bluefur est une Bête Toxique semblable à un yéti et le bras droit de Bigs, créée à partir de la pollution engendrée par les humains dans Harwood County. Il s'allie avec Vrak et l'Amiral Malkor pour poursuivre leurs plans, brandissant une massue à deux têtes lors des combats. Bluefur aide son camarade Bigs à répandre sa substance toxique avec les pouvoirs de la Boîte Aurora jusqu'à ce qu'il soit détruit par les Mega Rangers. Il jure alors de venger son camarade, et Vrak invoque des Zombats pour le faire grandir en géant. Bluefur parvient à vaincre le Gosei Super Giga Megazord, mais les Mega Rangers parviennent finalement à le détruire avec leur tout nouvel Gosei Ultime Megazord.

#### Les Robots
- Metal Alice (Sophie Henderson)   (VFB : Élisabeth Guinand) : Metal Alice est une scientifique robotique créée par Vrak pour l'aider à créer des monstres robotiques. Comme son maître, Metal Alice méprise profondément les humains et croit que Vrak devrait être leur suprême dirigeant. La première mission de Metal Alice était de convaincre Robot Chevalier de rejoindre leur camp. Cependant, cela échoue et elle décide finalement que si Robot Chevalier choisit de combattre aux côtés des humains, il sera détruit avec eux. Metal Alice cause ensuite le chaos en perturbant les horaires des trains lors d'une autre mission. Elle échoue dans cette mission et utilise les Zombats pour devenir géante. Elle se bat vaillamment mais est finalement détruite par le Gosei Super Giga Megazord et le tout nouveau Gosei Aéro Megazord. Elle est ramenée à la vie par Vrak et entame un processus de guérison complète. En fouillant les débris du vaisseau de l'Amiral Malkor, elle trouve Vrak presque mort et le transforme en cyborg pour qu'il puisse se remettre de ses blessures. Metal Alice, dans un dernier effort désespéré avant l'arrivée de l'Armada, tente de détruire les Mega Rangers une fois pour toutes. Cependant, elle échoue et est gravement blessée par Troy. En raison de ses échecs constants aux mains des Mega Rangers, Vrak met fin aux souffrances de Metal Alice et la fait exploser.

#### L'Armada
- Le Messager (Andrew Laing)  (VFB : Daniel Nicodème) : Le Messager est un Commandant de l'Armada envoyé sur Terre par le frère de Vrak, le Prince Vekar, pour aider Vrak et Metal Alice à vaincre les Mega Rangers et préparer l'arrivée de l'Armada sur Terre. Il a tenté de détruire lui-même les Mega Rangers, mais il a été mis hors d'état de nuire par les Mega Rangers en Ultra Mode. Cependant, sa tête survit et dit à Vrak de se cacher car l'Armada ne peut pas reconnaître Vrak sous sa forme de cyborg.
- X-Borgs : Les X-Borgs sont des guerriers robotiques métalliques utilisés par l'Armada en tant que soldats de base. Ils sont d'abord aperçus dans les rêves de Troy Burrow, le Ranger Megaforce rouge , et sont ensuite vus en personne lorsque la famille royale de Vrak, l'Armada, arrive pour envahir la Terre.

## Armes
- Morphers Gosei ◆◆◆◆◆ : Les Morphers Gosei sont les outils nécessaires pour se transformer en Mega Rangers.
- Robot Morpher : Le Robot Morpher est l'outil nécessaire pour que Robot Chevalier change de forme de Zord à forme humanoïde.
- Power Cartes ◆◆◆◆◆◆ : Les Power Cartes sont des cartes qui donnent aux Mega Rangers la capacité d'accéder à leurs pouvoirs et à leur arsenal.
  - Power Cartes Transformation : Les Power Cartes Transformation sont insérées dans le Morpher Gosei pour se transformer en Mega Ranger.
    - Power Carte Gosei rouge : La Power Carte du Ranger Megaforce rouge, lorsqu'elle est insérée dans le Morpher Gosei, transforme Troy Burrows en Ranger Megaforce rouge.
    - Power Carte Gosei rose : La Power Carte du Ranger Megaforce rose, lorsqu'elle est insérée dans le Gosei Morpher, transforme Emma Goodall en Ranger Megaforce rose.
    - Power Carte Gosei noir : La Power Carte du Ranger Megaforce noir, lorsqu'elle est insérée dans le Morpher Gosei, transforme Jake Holling en Ranger Megaforce noir.
    - Power Carte Gosei jaune : La Power Carte du Ranger Megaforce jaune, lorsqu'elle est insérée dans le Morpher Gosei, transforme Gia Moran en Ranger Megaforce jaune.
    - Power Carte Gosei bleu : La Power Carte du Ranger Megaforce bleu, lorsqu'elle est insérée dans le Morpher Gosei, transforme Noah Carver en Ranger Megaforce bleu.

  - Power Cartes Armes de Choc : Les Power Cartes Armes de Choc sont utilisées par les Mega Rangers pour invoquer leurs armes personnelles.
    - Power Carte Sabre du Dragon :
    - Power Carte Tir du Phénix :
    - Power Carte Hache du Serpent :
    - Power Carte Griffes du Tigre :
    - Power Carte Arbalète du Requin :

  - Power Cartes MechaZords : Les Power Cartes MechaZords sont utilisées par les Mega Rangers pour invoquer leurs MechaZords.
    - Power Carte Gosei Dragon :
    - Power Carte Gosei Phénix :
    - Power Carte Gosei Serpent :
    - Power Carte Gosei Tigre :
    - Power Carte Gosei Requin :

  - Power Cartes Ultra Mode :  Les Power Cartes Ultra Mode sont utilisées par les Mega Rangers pour activer l'Ultra Mode.
    - Power Carte Ultra Megaforce rouge :
    - Power Carte Ultra Megaforce rose :
    - Power Carte Ultra Megaforce noir :
    - Power Carte Ultra Megaforce jaune :
    - Power Carte Ultra Megaforce bleu :

  - Power Cartes Megazords :
    - Power Carte Gosei Super Megazord : La Power Carte Gosei Super Megazord est utilisée par les Mega Rangers pour former le Gosei Super Megazord.
    - Power Carte Ultra Super Megazord : La Power Carte Gosei Ultra Super Megazord est utilisée par les Mega Rangers pour former le Gosei Ultra Super Megazord.
    - Power Carte Gosei Super Giga Megazord : La Power Carte Gosei Super Giga Megazord est utilisée par les Mega Rangers et Robot Chevalier pour former le Gosei Super Giga Megazord.
    - Power Carte Gosei Ultime Megazord : La Power Carte Gosei Ultime Megazord est utilisée par les Mega Rangers pour former le Gosei Ultime Megazord.
    - Power Carte Vaisseau de Gosei : La Power Carte Vaisseau de Gosei est utilisée par les Mega Rangers pour invoquer le Vaisseau de Gosei.
    - Power Carte Gosei Aéro Megazord : Power Carte Gosei Aéro Megazord est utilisée par les Mega Rangers pour former le Gosei Aéro Megazord.
- Mega Blasters ◆◆◆◆◆◆ : Les Mega Blasters sont des armes de type blaster utilisées par les Mega Rangers.
- Robot Blaster : Le Robot Blaster est l'arme personnelle de type blaster de Robot Chevalier.
  - Canon Volcanique : Le Canon Volcanique est un accessoire pour le Robot Blaster qui lui confère plus de puissance pour les attaques finales.
- Ultra Sabres ◆◆◆◆◆ : Les Ultra Sabres sont des armes de type bâton et épée utilisées par les Mega Rangers lorsqu'ils sont en Ultra Mode.
  - Gosei Ultra Sabres ◆◆◆◆◆ : Les Gosei Ultra Sabres sont la combinaison de l'Ultra Sabre et du Morpher Gosei.
- Megaforce Blaster ◆◆◆◆◆ : Le Megaforce Blaster est une arme de type blaster formée lorsque les Mega Rangers combinent leurs armes.
  - Megaforce Blaster (Pouvoir du Ciel) ◆◆ : Le Megaforce est une arme de type blaster formée lorsque le Ranger Megaforce rouge et le Ranger Megaforce rose combinent leurs armes.
    - Sabre du Dragon : Le Sabre du Dragon est l'arme personnelle du Ranger Megaforce rouge.
    - Tir du Phénix : Le Tir du Phénix est l'arme personnelle du Ranger Megaforce rose, ressemblant à un pistolet de tir.

  - Megaforce Blaster (Pouvoir de la Terre et de la Mer) ◆◆◆ : Le Megaforce Blaster (Pouvoir de la Terre et de la Mer) est une arme de type blaster formée lorsque le Ranger Megaforce bleu, le Ranger Megaforce noir et le Ranger Megaforce jaune combinent leurs armes.
    - Hache du Serpent : La Hache du Serpent est l'arme personnelle du Ranger Megaforce noir, ressemblant à une hache.
    - Griffes du Tigre : Les Griffes du Tigre est l'arme personnelle du Ranger Megaforce jaune, ressemblant à une griffe.
    - Arbalète du Requin : L'Arbalète du Requin est l'arme personnelle du Ranger Megaforce bleu, ressemblant à une arbalète.
- Ultra Mode ◆◆◆◆◆ : L'Ultra Mode est une puissante armure de couleur dorée donnée aux Mega Rangers par le Sabre Redoutable, qui leur confère un renforcement considérable de leur puissance.
  - Ranger Ultra Megaforce rouge : L'Ultra Mode est une puissante armure de couleur dorée donnée au Ranger Megaforce rouge par le Sabre Redoutable, qui lui confère une augmentation significative de puissance.
  - Ranger Ultra Megaforce rose : L'Ultra Mode est une puissante armure de couleur dorée donnée au Ranger Megaforce rose par le Sabre Redoutable, qui lui confère une augmentation significative de puissance.
  - Ranger Ultra Megaforce noir : L'Ultra Mode est une puissante armure de couleur dorée donnée au Ranger Megaforce noir par le Sabre Redoutable, qui lui confère une augmentation significative de puissance.
  - Ranger Ultra Megaforce jaune : L'Ultra Mode est une puissante armure de couleur dorée donnée au Ranger Megaforce jaune par le Sabre Redoutable, qui lui confère une augmentation significative de puissance.
  - Ranger Ultra Megaforce bleu : L'Ultra Mode est une puissante armure de couleur dorée donnée au Ranger Megaforce bleu par le Sabre Redoutable, qui lui confère une augmentation significative de puissance.

## Zords

### MechaZords
- MechaZord Dragon : Le MechaZord Dragon est un Zord rouge en forme de dragon piloté par le Ranger Megaforce rouge.
- MechaZord Phénix : Le MechaZord Phénix est un Zord blanc en forme de phénix piloté par la Ranger Megaforce rose.
- MechaZord Serpent : Le MechaZord Serpent est un Zord noir en forme de serpent piloté par le Ranger Megaforce noir.
- MechaZord Tigre : Le MechaZord Tigre est un Zord jaune en forme de tigre piloté par la Ranger Megaforce jaune.
- MechaZord Requin : Le MechaZord Requin est un Zord bleu en forme de requin piloté par le Ranger Megaforce bleu.

### Zords Frères marins
Zords Frères marins : Les Frères marins sont un trio de Zords basés sur la mer qui peuvent être invoqués par le Ranger Megaforce bleu.
- Zord Raie Manta : Le Zord Raie Manta est un Zord qui fait partie des Frères marins. Il forme la tête du Megazord Marin. Il possède des canons sur les charnières de chaque aile.
- Zord Requin Marteau : Le Zord Requin Marteau qui fait partie des Frères marins. Il forme la bras gauche du Megazord Marin.
- Zord Requin-Scie : Le Zord Requin-Scie qui fait partie des Frères marins. Il forme le bras droit du Megazord Marin.

### Zords Frères terrestres
Zords Frères terrestres : Les Frères terrestres sont un trio de Zords terrestres qui peuvent être invoqués par le Ranger Megaforce noir et le Ranger Megaforce jaune.
- Zord Scarabée : Le Zord Scarabée qui fait partie des Frères terrestres. Lorsqu'il est utilisé avec le Mega Blaster, son attaque s'appelle Souffle Scarabée, qui lance le Zord sur l'adversaire et le traverse plusieurs fois. Il forme la tête du Megazord Terrestre.
- Zord Dino : Le  Zord Dino est un Zord tyrannosaure qui fait partie des Frères terrestres. Lorsqu'il est utilisé avec le Mega Blaster et associé à un autre Mega Blaster utilisant le Zord Ptéra (des Frères aériens), son attaque s'appelle Souffle Dino Ultime, qui envoie les deux Zords en spirale vers l'adversaire. Il forme le pied gauche du Megazord Terrestre.
- Zord Rhinocéros : Le Zord Rhinocéros qui fait partie des Frères terrestres. Lorsqu'il est utilisé avec le Mega Blaster, son attaque s'appelle Souffle Rhinocéros, qui lance le Zord en le perçant vers l'ennemi. Il forme le pied droit du Megazord Terrestre.

### Zords Frères aériens
Zords Frères aériens : Les Frères aériens sont un trio de Zords basés sur le ciel qui peuvent être invoqués par le Ranger Megaforce rouge et le Ranger Megaforce rose.
- Zord Faucon : Zord Faucon est un membre des Frères aériens. Lorsqu'il est utilisé avec le Mega Blaster, son attaque s'appelle "Souffle Faucon", qui lance le Zord vers le haut et le fait tomber sur l'ennemi avec une force incroyable. Il forme la tête du Megazord Aérien. Dans son mode de grand Zord, sa tête peut se diviser en trois et déchaîner une attaque électrique.
- Zord Ptéra : Le Zord Ptéra  est un membre des Frères aériens. Lorsqu'il est utilisé avec le Mega Blaster et associé à un autre Mega Blaster utilisant le Zord Dino (des Frères terrestres), son attaque s'appelle "Souffle Dino Ultime", qui envoie les deux Zords en spirale vers l'adversaire. Il forme le canon de l'épaule gauche du Megazord Aérien.
- Zord Corbeau : Le Zord Corbeau est un membre des Frères aériens. Lorsqu'il est utilisé avec le Mega Blaster, son attaque s'appelle "Souffle Corbeau", qui assaille l'ennemi avec de multiples copies apparition du Zord Corbeau. Il forme le canon de l'épaule droite du Megazord Aérien.

### Zords Frères chevaleresques
- MechaZord Lion : Le MechaZord Lion est un Zord de type lion que Robot Chevalier peut devenir lors des combats.
- MechaZord Lion des airs : Le MechaZord Lion des Airs est un Zord de type lion céleste que Robot Chevalier peut invoquer lors des combats.
- MechaZord Lion des mers : Le MechaZord Lion des Mers est un Zord de type lion de mer que Robot Chevalier peut invoquer lors des combats.

### Vaisseau de Contrôle
Vaisseau de Contrôle : Le Vaisseau de Contrôle était à l'origine le Centre de Commande que Tensou a amélioré pour en faire un Zord de type jet.
- Ultra Zord Dragon : À l'origine, ce Zord était l'Esprit du Dragon dans le Sabre Redoutable, nommé ainsi en raison de sa puissance dévastatrice qui inspirait la crainte. Bien qu'il soit initialement pris par Vrak, l'Esprit du Dragon assume sa véritable forme et combat aux côtés du Ranger Megaforce rouge en tant que son Ultra Zord personnel.
- Ultra Zord Phénix : L'Ultra Zord personnel de la Ranger Megaforce rose.
- Ultra Zord Serpent : L'Ultra Zord personnel du Ranger Megaforce noir.
- Ultra Zord Tigre : L'Ultra Zord personnel de la Ranger Megaforce jaune.
- Ultra Zord Requin : L'Ultra Zord personnel du Ranger Megaforce bleu.

### Vaisseau de Gosei
Vaisseau de Gosei : Le Vaisseau de Gosei est un groupe de cinq Zords qui ont été utilisés par les Mega Rangers pour combattre Metal Alice.
- Zord Oiseau : La Power Carte « Vaisseau de Gosei » invoque le Zord Oiseau, un Zord à thème aigle qui ressemble au MechaZord Dragon et comprend le corps du Vaisseau de Gosei, ainsi que la partie supérieure du corps et la tête du Gosei Aéro Megazord, ainsi que la hache.
- Zord Scarabée Rhinocéros : La Power Carte « Vaisseau de Gosei » invoque le Zord Scarabée Rhinocéros, un Zord à thème scarabée japonais. Il peut se combiner avec le corps du MechaZord Phénix. Il constitue le bras gauche du Gosei Aéro Megazord.
- Zord Crocodile : La Power Carte « Vaisseau de Gosei » invoque le Zord Crocodile, un Zord à thème crocodile. Il peut se combiner avec le corps du MechaZord Serpent. Il constitue la taille, la jambe droite et la jambe supérieure gauche du Gosei Aéro Megazord.
- Zord Éléphant : La Power Carte « Vaisseau de Gosei » invoque le Zord Éléphant, un Zord à thème éléphant. Il peut se combiner avec le corps du MechaZord Tigre. Il constitue la jambe inférieure gauche du Gosei Aéro Megazord.
- Zord Dauphin : La Power Carte « Vaisseau de Gosei » invoque le Zord Dauphin, un Zord à thème dauphin. Il peut se combiner avec le corps du MechaZord Requin. Il constitue le bras droit du Gosei Jet Megazord.

## Megazords
- Gosei Super Megazord ◆◆◆◆◆ : Les MechaZords peuvent se combiner les uns avec les autres pour former le Gosei Super Megazord.
  - Megazord marin ◆◆◆◆◆❖❖❖ : Les Frères marins peuvent se combiner avec le Gosei Super Megazord pour former le Megazord Marin.
  - Megazord terrestre ◆◆◆◆◆❖❖❖ : Les Frères terrestres peuvent se combiner avec le Gosei Super Megazord pour former le Megazord Terrestre.
  - Megazord aérien ◆◆◆◆◆❖❖❖ : Les Frères aériens peuvent se combiner avec le Gosei Super Megazord pour former le Megazord Aérien.

- Gosei Ultra Super Megazord ◆◆◆◆◆❖❖❖❖❖❖❖❖❖◇ : Les Frères marins, les Frères terrestres et le Frères aériens peuvent se combiner avec le Gosei Super Megazord pour former le Gosei Ultra Super Megazord.
- Gosei Giga Megazord ◆❖❖ : Le MechaZord Lion peut se combiner avec les Frères chevaleresques pour former le Gosei Giga Megazord.
- Gosei Super Giga Megazord ◆◆◆◆◆◆❖❖ : Le Gosei Super Megazord peut se combiner avec le Gosei giga Megazord pour former le Gosei Super Giga Megazord.
- Gosei Ultime Megazord ✶/◆◆◆◆◆ : Le Vaisseau de Contrôle peut se transformer en une forme humanoïde connue sous le nom de Gosei Ultime Megazord.
- Gosei Aéro Megazord ◆◆◆◆◆ : Les nouveaux Zords qui forment le Vaisseau de Gosei peuvent s'assembler aux corps des Zords principaux des Rangers. Ils peuvent alors forment un nouveau Megazord, appelé Gosei Aéro Megazord.

## Épisodes de la vingtième saison (2013)
| Saison | Saison | Épisodes        | États-Unis     | États-Unis      | France        | France            |
| Saison | Saison | Épisodes        | Début          | Fin             | Début         | Fin               |
| ------ | ------ | --------------- | -------------- | --------------- | ------------- | ----------------- |
|        | 20     | 20 + 2 spéciaux | 2 février 2013 | 7 décembre 2013 | 19 avril 2013 | 20 septembre 2013 |

## Autour de la série
(octobre 2015).
- Bien que le super sentai Tensou Sentai Goseiger utilise la thématique des anges et leur symbole (ailes stylisées sur les costumes des héros et sur le Gosei super mégazord) aucune allusion n'y est faite dans l'adaptation américaine.
- Des éléments tirés du super sentai Kaizoku Sentai Gokaiger sont présentés dès le premier épisode et annoncent la saison suivante: 
  - Le personnage de Troy rêve d'une bataille avec toutes les équipes de rangers (des extraits de la Guerre Légendaire de Kaizoku Sentai Gokaiger sont diffusés)
  - Dans la base de Gosei on peut apercevoir les clefs/figurines utilisées par les Gokaigers.
- Contrairement à ce que laissait penser le teaser de cette saison, celle-ci ne se termine pas par « la bataille légendaire » (il faudra attendre une année supplémentaire pour découvrir cette bataille à la fin de la saison suivante Power Rangers : Super Megaforce). On voit aussi des éléments de la bataille légendaire dans la fin du générique de Power Rangers Megaforce.